# Zbor înalt
Zbor înalt (în poloneză Wysokie loty) este un film social și moral polonez din 1978, regizat de Ryszard Filipski⁠(d).

## Rezumat
Republica Populară Polonă în a doua jumătate a anilor 1970. Kazimierz Matusiak este numit ca director al întreprinderii „Tokar”. Acest tehnocrat socialist, dar inteligent, acționează energic și creează impresia unui superior exigent, dar eficient, care este interesat să impună o disciplină a muncii cu scopul de a obține niște rezultate mai bune în procesul de producție. El stabilește inițial o cooperare bună cu Wojciech Średniawa, secretarul organizației de partid din fabrică, care, în ciuda relațiilor experiențelor negative cu directorul anterior, îi susține proiectele: dezvoltarea investițiilor, creșterea eficienței muncii și sporirea producției.
În același timp, Janusz, fiul lui Średniawa, un constructor de aeronave tânăr și talentat, dezvoltă prototipul unui avion mic, ieftin și ușor de manevrat, numit „Don Kichot”, care ar putea fi util serviciului sanitar, serviciilor de securitate și serviciilor de salvare montană. Din cauza barierelor birocratice și a reticenței funcționarilor, el este nevoit să-și construiască avionul miniatural pe cheltuiala sa într-un mic apartament. Cu ajutorul prietenilor și familiei, proiectul, construit de la zero, este finalizat cu succes, iar avionul este testat într-un zbor ilegal, care confirmă parametrii tehnologici și eficiența prototipului. Cu toate acestea, comandantul institutului, căruia tânărul Średniawa i se adresează, se opune cererii inventatorului, amenințându-l cu trimiterea în judecată pentru efectuarea zborului ilegal. Intervenția unui membru al Comitetului Central al partidului, aranjată prin bunăvoința prietenilor pasionați ai proiectului lui Janusz, face ca proiectul avionului „Don Kichot” să fie acceptat.
În timpul efectuării zborului pe deasupra orașului, Janusz observă accidental construcția unui centru de recreere pentru angajații întreprinderii „Tokar” și îl anunță pe tatăl său cu privire la efectuarea neglijentă a lucrărilor. Średniawa se deplasează pe șantier, împreună cu un grup de muncitori, și descoperă că întârzierea lucrărilor se datora folosirii ilegale a materialelor de construcție ale fabricii de către directorul Matusiak pentru construcția unei vile luxoase în suburbii. Membrii organizației de partid din întreprinderea „Tokar”, în frunte cu Średniawa, susțin înlăturarea din funcție a directorului necinstit și înaintează această propunere comitetului voievodal al partidului, iar Matusiak este nevoit să demisioneze.

## Distribuție
- Jerzy Aleksander Braszka⁠(d) — Wojciech Średniawa, secretarul organizației de bază de partid din întreprinderea „Tokar”
- Jerzy Złotnicki⁠(d) — Kazimierz Matusiak, directorul întreprinderii „Tokar”
- Tomasz Borkowy⁠(d) — Janusz, fiul lui Średniawa
- Bożena Adamek⁠(d) — Anka, fiica lui Średniawa
- Andrzej Gazdeczka⁠(d) — Andrzej Lewicki, secretarul comitetului voievodal (KW) al partidului
- Andrzej Kozak⁠(d) — Balonowski, îngrijitorul aeroportului
- Janusz Krawczyk — Leoś
- Tadeusz Pokrzywko — Józio
- Wanda Swaryczewska — soția lui Średniawa
- Wacław Ulewicz — Wacław („Wacio”) Kulej
- Jerzy Bączek⁠(d)
- Aleksander Bednarz⁠(d) — prietenul lui Matusiak de la petrecere
- Lech Bijałd⁠(d)
- Jan Brzeziński⁠(d)
- Władysław Bułka⁠(d)
- Maria Cichocka⁠(d)
- Bogusława Czuprynówna⁠(d)
- Adam Dzieszyński⁠(d)
- Ryszard Filipski⁠(d) — invitat la petrecerea lui Matusiak
- Krzysztof Górecki⁠(d)
- Stefania Górniak
- Zbigniew Horawa
- Eugenia Horecka
- Julian Jabczyński⁠(d)
- Jadwiga Jankowska
- Wacław Jankowski⁠(d)
- J. Janowski
- Marian Jaskulski
- Zofia Kalińska⁠(d)
- Teresa Kałuda⁠(d)
- Zdzisław Klucznik⁠(d)
- Andrzej Krasicki⁠(d) — inginerul Rembowicz
- Hugo Krzyski⁠(d) — îngrijitorul vilei lui Matusiak
- Jan Krzywdziak
- Tadeusz Kwinta⁠(d) — invitat din străinătate la petrecerea lui Matusiak
- Teresa Lipowska⁠(d)
- Roman Marzec
- Ryszard Mayor
- Włodzimierz Nurkowski
- Nina Repetowska⁠(d)
- Antoni Rychtarski
- Barbara Stesłowicz
- Jerzy Szozda
- Franciszek Trzeciak⁠(d) — vânzătorul de legume de la petrecerea lui Matusiak
- W Tomaszewski
- Hanna Wietrzny
- Z Wilk
- Stanisław Zachara
- Zdzisław Zazula
- Jacek Zbrożek
- Andrzej Lelito — Kulikowski (nemenționat)
- Antoni Żukowski⁠(d) — membru al organizației de partid a întreprinderii „Tokar” (nemenționat)

### Dublaj de voce
- Bogusław Sochnacki⁠(d) — prietenul lui Matusiak de la petrecere

## Producție

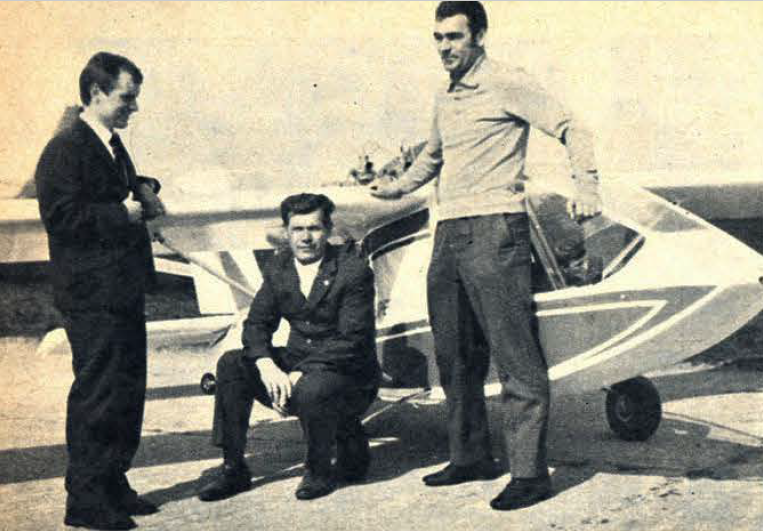
Constructorii aeronavei (din stânga):, Witold Kalita și Stefan Pilawski

Motivul unui constructor aviatic talentat care construiește un prototip inovator al unei aeronave în propriul apartament și se luptă cu aparatul birocratic al Republicii Populare Polone a fost inspirat din povestea autentică a constructorului Jarosław Janowski⁠(d) (1943–2016) și a aeronavei sale J-1 „Prząśniczka”⁠(d). „Don Kichot” (nume de export „Prząśniczki”) este în realitate aeronava J-1, iar Janowski însuși a apărut în film (ca pilot de încercare în scena primului zbor al avionului).